# Jean-Baptiste Salle
Pour les articles homonymes, voir Salle.
Ne doit pas être confondu avec Jean-Baptiste de La Salle.
Jean-Baptiste Salle, né le 28 novembre 1759 à Vézelise (duché de Lorraine, actuel département de la Meurthe-et-Moselle), mort le 1er messidor an II (le 19 juin 1794) à Bordeaux, est un homme politique de la Révolution française. 
Il est député aux États généraux de 1789, puis à la Convention nationale où il siège sur les bancs de la Gironde. Il est proscrit à l'issue des journées du 31 mai et du 2 juin 1793, fuit Paris et se cache dans le Caen puis à Bordeaux où il est découvert et exécuté. 

## Biographie
Fils d’un négociant de Vézelise, Salle est reçu docteur en philosophie à l’université de Pont-à-Mousson.
Puis il se voue à la médecine. Venu à Paris pour achever ses cours en médecine, il s’y trouve au moment de la présence et de la vogue de Mesmer. Il le combat dans une brochure parue en 1783.

### Mandat aux États généraux
En 1789, Jean-Baptiste Salle, alors médecin, est élu représentant du tiers état pour le bailliage de Nancy, le troisième sur quatre, aux États généraux. 
Le 26 février 1791, sous la présidence du vicomte de Noailles (député de Seine-et-Marne), il est élu secrétaire aux côtés de Charles Cochon de Lapparent (député des Deux-Sèvres) et de Pierre Hébrard (député du Cantal). 
Le 4 mai 1791, il vote en faveur du rattachement du Comtat Venaissin à la France. Le 21 du même mois, il se prononce en faveur du monocamérisme.  
Après la fusillade du Champ-de-Mars survenue le 17 juillet 1791, il réclame la création d'un tribunal pour juger les pétitionnaires. 

### Mandat à la Convention
La monarchie constitutionnelle mise en application par la constitution du 3 septembre 1791 prend fin à l'issue de la journée du 10 août 1792 : les bataillons de fédérés bretons et marseillais et les insurgés des faubourgs de Paris. Louis XVI est suspendu et incarcéré avec sa famille à la tour du Temple. 
En septembre 1792, Jean-Baptiste Salle est élu député du département de la Meurthe, le premier sur huit, à la Convention nationale. 

#### Un député Girondin
Il siège sur les bancs de la Gironde. Il émet son opinion sur le jugement de Louis XVI le 7 janvier 1793, dans lequel il se prononce en faveur du renvoi aux assemblées primaires : 
[...] dans le cas où Louis sera jugé coupable, je demande que l'application de la peine soit renvoyée aux assemblées primaires. 
Lors du procès, il vote « la détention, et le bannissement à la paix » et se prononce en faveur de l'appel au peuple et du sursis à l'exécution de la peine. Il répond, lors du deuxième appel nominal, relatif à l'appel au peuple : 
Comme nous avons limité nos pouvoirs ; comme nous ne sommes que mandataires, comme nos décrets doivent être soumis à la sanction du peuple ; comme il m'est impossible de méconnaître la souveraineté ; comme nous avons tout à craindre des factieux ; comme nous sommes à la veille d'une guerre, je pense que le seul moyen de donner au peuple une attitude vraiment républicaine, c'est de le faire intervenir dans cette cause : je dis oui.
Le 26 février, il demande que Jean-Paul Marat soit décrété d'accusation, pour avoir incité aux pillages dans son journal, Le Journal de la République française. Le 13 avril, il s'abstient cependant de voter lors de sa mise en accusation : 
Marat m'a fait l'honneur de me nommer personnellement dans ses feuilles : [...] mais je dois à ma délicatesse ne pas laisser le moindre doute sur mes intentions : je prie l'Assemblée de me permettre de ne pas voter. 
Le 11 mai, il réclame, en vain, que le Comité de Salut public soit renouvelé de moitié. Le 28 du même mois, Salle vote en faveur du rétablissement de la Commission des Douze. 
Salle est dénoncé à plusieurs reprises au printemps 1793. Le 15 avril, il fait partie des vingt-deux députés girondins dénoncés par la pétition des sections de Paris, accusés d'avoir « ouvertement violé la foi de leurs commettants ». Le 9 mai, Marat le dénonce dans son journal comme « membre de la faction des hommes d’État ».  

#### Proscription et exécution
À l'issue des journées du 31 mai et du 2 juin, Salle est décrété d'arrestation. Il est remplacé à son poste de député par Pierre Colombel. 
Salle s'enfuit de Paris et gagne Caen alors en état de soulèvement contre la Convention puis la Gironde. Il est dénoncé comme « traître à la patrie » le 8 juillet après le rapport de Louis-Antoine de Saint-Just (député de l'Aisne), puis mis hors-de-la-loi le 28 juillet après le rapport de Bertrand Barère (député des Hautes-Pyrénées) au nom du Comité de Salut public. Il est découvert à Saint-Émilion caché aux côtés d’Élie Guadet (député de la Gironde) chez le père de celui-ci. Ses collègues girondins Charles Barbaroux (député des Bouches-du-Rhône), François Buzot (député de l'Eure) et Jérôme Pétion (député de l'Eure-et-Loir) eux aussi cachés à Saint-Émilion sont découverts quelques jours plus tard.  
Guadet et Salle sont tous les deux conduits à Libourne puis à Bordeaux où ils sont exécutés le 1er messidor an II (le 19 juin 1794). 
Salle avait un frère, Jean Salle, qui était maire de la ville de Vézelise depuis 1791. Après le 2 juin, celui-ci est suspendu de ses fonctions par arrêté du département, et plus tard mis en état d’arrestation. Sa veuve obtint, le 8 messidor an III, une pension annuelle de deux mille livres que le gouvernement de la Restauration réduit à cinq cents francs.

## Publications
- Discours sur un projet d’organisation du ministère de la guerre ;
- Opinion sur les conventions nationales en 1791 ;
- Sur la procédure de Louis XVI, et sur les événemens du 21 juin ;
- Recherches sur les agens et les moyens de la faction d’Orléans ;
- Lettres à Guffroi et à Dubois de Crancé, ses collègues ;
- Observations sur cette lettre dénoncée à la Convention ;
- Réponse aux calomnies prononcées contre lui par Robespierre à la Convention ;
- Examen critique de la constitution de 1793 ;
- Lettre à son épouse.

## Œuvres
- Charlotte Corday, tragédie en cinq actes et en vers publiée pour la première fois, d'après le manuscrit original, avec une lettre inédite de Barbaroux, éd. Georges Moreau-Chaslon, Paris, J. Miard, 1864, in-4°.
- L'Entrée de Danton aux Enfers, poème inédit, publié d'après le manuscrit original par Georges Moreau-Chaslon, Paris, 1865, in-18.